# الدوري الإسباني الدرجة الثانية ب 1992–93
الدوري الإسباني الدرجة الثانية بي 1992–93 (بالإسبانية: Segunda División B de España 1992-93)‏ هو موسم من الدوري الإسباني الدرجة الثانية بي. فاز فيه ديبورتيفو ألافيس.